# Partito Comunista di El Salvador
Il Partito Comunista di El Salvador (spagnolo: Partido Comunista de El Salvador) è stato un partito politico marxista del Salvador. 
Fondato nel 1930, si è sciolto nel 1995 all'interno del Fronte Farabundo Martí per la Liberazione Nazionale.

## Dalla fondazione alle elezioni del gennaio 1932
Il Partito Comunista di El Salvador fu fondato il 30 marzo 1930 da Abel Cuenca, Miguel Mármol e Modesto Ramírez; tra i suoi membri più noti fu Agustín Farabundo Martí.
Fin dalla fondazione, il PCS aderì al Soccorso Rosso Internazionale e al Comintern.
Nel 1931 il presidente del Salvador Arturo Araujo legalizzò il partito, che fu autorizzato a partecipare alle elezioni legislative e municipali previste per il dicembre di quell'anno. 
Le elezioni (posticipate al gennaio 1932 dalla giunta militare del generale Maximiliano Hernández Martínez, che prese il potere nel dicembre del 1931 rovesciando Araujo), videro l'affermazione del PCS nella regione occidentale del paese, dove il partito era attivo nell'organizzazione dei braccianti delle piantagioni di caffè.
All'indomani del voto, tuttavia, il governo ne annullò i risultati nei comuni in cui erano risultati vincitori i candidati del PCS, impedendo loro di entrare in carica. 

## La repressione del 1932 e l'attività clandestina
L'annullamento delle elezioni da parte della giunta militare suscitò lo scoppio di un'insurrezione contadina nel Salvador occidentale.
Il ruolo del PCS nell'organizzazione della rivolta fu limitato; il partito era ancora costituito da un ristretto nucleo di intellettuali, sindacalisti e studenti universitari e i suoi leader furono arrestati prima dell'inizio dell'insurrezione.
Dopo la repressione della rivolta, numerosi leader del PCS (tra i quali Farabundo Martí, Mario Zapata e Alfonso Luna) furono 
condannati a morte e fucilati e il partito fu dichiarato illegale.
Tra gli anni '30 e gli anni '50 il PCS proseguì la sua attività clandestinamente, operando all'interno di organizzazioni sindacali e studentesche.

## Le organizzazioni frontiste e la scissione
A partire dagli anni '60, di fronte alla creazione da parte del presidente Julio Adalberto Rivera (1962-1967) dei primi gruppi paramilitari di estrema destra (Organizzazione Democratica Nazionalista - ORDEN, Agenzia Nazionale di Sicurezza del Salvador - ANSESAL), si sviluppò all'interno del partito una corrente favorevole alla lotta armata, che nel 1963 tentò di dare vita a un'organizzazione politico-militare denominata Fronte Unito di Azione Rivoluzionaria (FUAR). 
Il tentativo non ebbe esito e nel 1967 il partito prese parte alle elezioni per tramite dell'organizzazione legale Partido de Acción Renovadora (PAR).
Nell'aprile 1970 i dirigenti favorevoli alla lotta armata contro la dittatura militare, guidati dal dirigente operaio Salvador Cayetano Carpio (segretario del PCS dal 1964) e dalla sindacalista Mélida Anaya Montes abbandonarono il partito dando vita alle Forze Popolari di Liberazione “Farabundo Martí” (FPL) che iniziarono a condurre una lotta armata contro esponenti della dittatura e dell'oligarchia al potere. 
Al tempo stesso, le FPL cominciarono ad ampliare la propria base sociale svolgendo lavoro politico tra i contadini del Salvador settentrionale e centrale e tra gli studenti universitari della capitale.

## Dalla lotta elettorale alla lotta armata
Sotto la dirigenza del nuovo segretario Schafik Hándal, il PCS partecipò alle elezioni presidenziali del 1972 nell'ambito dell'Unione Nazionale di Opposizione, una coalizione che comprendeva forze socialdemocratiche e democristiane e che candidò alla presidenza José Napoleón Duarte, del Partito Democratico Cristiano. 
La coalizione vinse le elezioni ma i brogli organizzati dal presidente uscente colonnello Fidel Sánchez Hernández a vantaggio del candidato dei militari, colonnello Arturo Armando Molina, tributarono la vittoria di quest'ultimo. Duarte fu costretto a lasciare il paese.
Nella seconda metà degli anni '70, l'inasprirsi della repressione da parte del regime militare e degli squadroni della morte e la conseguente formazione dei primi movimenti di guerriglia (Esercito Rivoluzionario del Popolo - ERP, Forze Armate di Resistenza Nazionale - FARN) spinsero il PCS ad abbandonare progressivamente la lotta politica a favore della lotta armata.
Nel 1977 il PCS boicottò le elezioni presidenziali, che si svolsero un clima di violenza e intimidazione e furono nuovamente truccate a vantaggio del candidato dei militari, il generale Carlos Humberto Romero. 
Nel 1980 il partito diede vita insieme ad altre formazioni di sinistra al Fronte Farabundo Martí per la Liberazione Nazionale, nel cui ambito partecipò alla guerra civile che ebbe luogo nel paese tra il 1980 e il 1992. Le formazioni guerrigliere del PCS, le FAL (Forze Armate di Liberazione) concentrarono la loro azione nella zona del Cerro de Guazapa e nell'area metropolitana di San Salvador.

## La fine della guerra civile e lo scioglimento nel FMLN
Con la firma degli accordi di pace di Chapultepec, che nel 1992 misero fine alla guerra civile salvadoregna, il FMLN divenne un partito politico legale e nel 1995 il PCS decise di sciogliere la propria struttura autonoma integrandola in quella del FMLN. 
Nel 2004 l'ex-segretario del PCS, Schafik Hándal, fu candidato del FMLN alle elezioni presidenziali.
Nel 2005 alcuni militanti comunisti diedero vita a un nuovo partito comunista autonomo (PCES).